# جونگ جه هیونگ
جونگ جه هیونگ (کره‌ای: 정재형؛ زادهٔ ۱۲ ژانویه ۱۹۷۰) خواننده-ترانه‌پرداز، پیانیست و آهنگساز موسیقی فیلم اهل کره جنوبی است. او اکنون زیر نظر کمپانی آنتنا میوزیک فعالیت می‌کند.